# Grünes Augentier

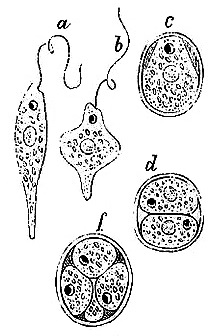
E. viridis in verschiedenen Stadien. Illustration um 1900

Das Grüne Augentier (Euglena viridis) ist eine Art der Protisten aus der Gattung der Augentierchen (Euglena).

## Merkmale
Euglena viridis ist 40 bis 80 Mikrometer lang und 12 bis 20 Mikrometer breit. Die Zellen sind spindelförmig, sie bewegen sich schnell und ruckartig. Die Geißel ist so lang wie der Körper.
Die Band-Chloroplasten gehen strahlenförmig von einem zentral gelegenen Pyrenoid aus und sind umgeben von einer Schale aus Paramylon-Körnern, unter schlechten Lebensbedingungen sind sie von gerundeter Form und wirken wie einzelne scheibchenförmige Chloroplasten. Kleine, rundliche Körperchen produzieren reichhaltige Schleimmengen. Auf den schlammigen Untergründen von Teichrändern bilden sich häufig Palmellae und Zysten.

## Ökologie
Euglena viridis ist eine häufige Süßwasserart verschmutzter Habitate, auf Bauernhöfen findet sie sich oft in Gestalt von „Algenblüten“. Es kommt darüber hinaus in Teichen, Jauchepfützen und verschlammten Uferzonen vor.
Zwar betreibt das Grüne Augentier Photosynthese, es kann sich jedoch auch heterotroph von organischen Substanzen ernähren.

## Belege